# Glory Days (Lied)
Glory Days ist ein Lied des US-amerikanischen Musikers Bruce Springsteen, das im Juni 1984 erschien.

## Entstehung und Veröffentlichung
Geschrieben und produziert wurde das Lied vom Interpreten selbst. Bei der  Produktion bekam Springsteen Unterstützung durch Jon Landau, Chuck Plotkin und Steven Van Zandt.
Die Erstveröffentlichung von Glory Days erfolgte am 4. Juni 1984 bei Columbia Records, als Teil von Springsteens siebten Studioalbum Born in the U.S.A. (Katalognummer: QC 38653). Am 13. Mai 1985 erschien das Lied als fünfte Singleauskopplung aus dem Album. Diese erschien als 7″-Single mit der B-Seite Stand on It (Katalognummer: 38-04924).

## Inhalt
Der tragikomisch gemeinte Glory Days erzählt die Geschichte eines Mannes, der auf seine „ruhmreichen Tage“ und die seiner Freunde zurückblickt. Dabei ist die erste Strophe autobiographisch und erzählt die Begegnung, die Springsteen mit einem Teamkollegen aus der Little League im Baseball, Joe DePugh, im Sommer 1973 hatte.
Springsteen-Biograph Dave Marsh schrieb, die übertrieben fröhlich wirkende Musik bestehe aus einer „rinky-dink organ, honky-tonk piano, and garage-band guitar kicked along by an explosive tom-tom pattern“.

## Rezension
Cash Box beschrieb die Single als „rowdy, raucous and set for good AOR and CHR airplay... with something for everybody and for all markets.“

## Kommerzieller Erfolg

### Chartplatzierungen
Glory Days avancierte mit Rang fünf zum Top-10-Hit in den US-amerikanischen Billboard Hot 100.
| ChartsChartplatzierungen       | Höchstplatzierung | Wochen/ Monate |
| ------------------------------ | ----------------- | -------------- |
| Deutschland (GfK)              | 27 (9 Wo.)        | 9 Wo.          |
| Österreich (Ö3)                | 25 (1 Mt.)        | 1 Mt.          |
| Schweiz (IFPI)                 | 19 (6 Wo.)        | 6 Wo.          |
| Vereinigte Staaten (Billboard) | 5 (18 Wo.)        | 18 Wo.         |
| Vereinigtes Königreich (OCC)   | 17 (6 Wo.)        | 6 Wo.          |

| ChartsJahrescharts (1985)      | Platzierung |
| ------------------------------ | ----------- |
| Vereinigte Staaten (Billboard) | 67          |

### Auszeichnungen für Musikverkäufe
| Land/Region                  | Auszeichnungen für Musikverkäufe (Land/Region, Auszeichnung, Verkäufe) | Verkäufe  |
| ---------------------------- | ---------------------------------------------------------------------- | --------- |
| Australien (ARIA)            | 2× Platin                                                              | 140.000   |
| Neuseeland (RMNZ)            | Platin                                                                 | 30.000    |
| Vereinigte Staaten (RIAA)    | Platin                                                                 | 1.000.000 |
| Vereinigtes Königreich (BPI) | Silber                                                                 | 200.000   |
| Insgesamt                    | 1× Silber · 4× Platin ·                                                | 1.370.000 |

Hauptartikel: Bruce Springsteen/Auszeichnungen für Musikverkäufe